# Кубок світу з біатлону 2019—2020
Кубок світу з біатлону в сезоні 2019—2020 пройшов із 30 листопада 2019 року по 14 березня 2020 року. Він складався з 9 етапів, включно з чемпіонатом світу 2020 року, який відбувся в італійській Антерсельві. Усього проведено 60 гонок різного формату.
На початку березня 2020 року через загрозу поширення коронавірусу COVID-19 стало відомо, що Міжнародний союз біатлоністів прийняв ряд рішень стосовно продовження сезону та формату змагань. Так 7-й і 8-й етапи, які проводили в Нове-Место та Контіолагті, відповідно, пройшли за порожніх трибун, без глядачів. Змішана естафета, одиночний мікст етапу Контіолагті та всі гонки етапу в Голменколені були скасовані.
За результатами загального заліку сезону володарями Великих кришталевих глобусів стали норвежець Йоганнес Бо в чоловіків та італійка Доротея Вірер — у жінок. Для кожного трофей став другим у кар'єрі та завойованим у двох сезонах поспіль.
За результатами заліку Кубку націй перемогу в чоловіків і жінок отримали національні збірні Норвегії.

## Національні квоти країн
Кількість біатлоністів, що беруть участь в Кубку світу від окремої національної збірної, визначається відповідно до місця команди в Кубку націй у попередньому сезоні. Відповідно до результатів попереднього сезону національні команди будуть представлені наступною кількістю спортсменів:
| Місце в Кубку націй | Реєстрація/Старт | Чоловіки                                                       | Жінки                                                         |
| ------------------- | ---------------- | -------------------------------------------------------------- | ------------------------------------------------------------- |
| 1 — 5               | 8/6              | Норвегія, Франція, Німеччина, Росія, Австрія                   | Норвегія, Німеччина, Франція, Італія, Швеція                  |
| 6 — 10              | 7/5              | Італія, Швеція, Чехія, Швейцарія, Україна                      | Росія, Україна, Чехія, Швейцарія, Австрія                     |
| 11 — 17             | 6/4              | Болгарія, Білорусь, Словенія, Канада, США, Естонія, Словаччина | Білорусь, Словаччина, США, Польща, Канада, Естонія, Фінляндія |
| 18 — 23             | 5/3              | Польща, Фінляндія, Литва, Японія, Латвія, Казахстан            | Японія, Болгарія, КНР, Південна Корея, Словенія, Казахстан    |
| 24 — 25             | 4/2              | Румунія, Бельгія                                               | Литва, Латвія                                                 |
| 26 — 30             | 3/1              | Південна Корея, КНР, Молдова, Сербія, Греція                   | Молдова, Румунія, Хорватія, Бельгія, Австралія                |

## Календар
Календар кубка світу IBU на сезон 2019—2020.
| Місце                | Дата                  | Інд. гонка | Спринт    | Персьют   | Мас-старт | Естафети | Змішані   | Одиночні змішані |
| -------------------- | --------------------- | ---------- | --------- | --------- | --------- | -------- | --------- | ---------------- |
| Естерсунд            | 30 листопада—8 грудня | ●          | ●         |           |           | ●        | ●         | ●                |
| Гохфільцен           | 13—15 грудня          |            | ●         | ●         |           | ●        |           |                  |
| Ансі                 | 19—22 грудня          |            | ●         | ●         | ●         |          |           |                  |
| Обергоф              | 9—12 січня            |            | ●         |           | ●         | ●        |           |                  |
| Рупольдінг           | 15—19 січня           |            | ●         | ●         |           | ●        |           |                  |
| Поклюка              | 23—26 січня           | ●          |           |           | ●         |          | ●         | ●                |
| Разун-Антерсельва    | 13—23 лютого          | ●          | ●         | ●         | ●         | ●        | ●         | ●                |
| Нове Место-на-Мораві | 5—8 березня           |            | ●         |           | ●         | ●        |           |                  |
| Контіолахті          | 12—14 березня         |            | ●         | ●         |           |          | Скасовано | Скасовано        |
| Голменколлен         | 20—22 березня         |            | Скасовано | Скасовано | Скасовано |          |           |                  |
| Усього               | Усього                | 3          | 8         | 5         | 5         | 6        | 3         | 3                |

## Медальний залік
| Місце  | Країна     | Золото | Срібло | Бронза | Загалом |
| ------ | ---------- | ------ | ------ | ------ | ------- |
| 1      | Норвегія   | 32     | 12     | 11     | 55      |
| 2      | Франція    | 15     | 20     | 16     | 51      |
| 3      | Італія     | 5      | 4      | 3      | 12      |
| 4      | Німеччина  | 4      | 10     | 8      | 22      |
| 5      | Швеція     | 2      | 5      | 6      | 13      |
| 6      | Росія      | 1      | 2      | 4      | 7       |
| 7      | Фінляндія  | 1      | 0      | 0      | 1       |
| 8      | Швейцарія  | 0      | 2      | 3      | 5       |
| 9      | Україна    | 0      | 2      | 1      | 3       |
| 10     | Естонія    | 0      | 1      | 0      | 1       |
| 10     | Словаччина | 0      | 1      | 0      | 1       |
| 10     | США        | 0      | 1      | 0      | 1       |
| 13     | Чехія      | 0      | 0      | 5      | 5       |
| 14     | Австрія    | 0      | 0      | 3      | 3       |
| Усього | Усього     | 60     | 60     | 60     | 180     |

## Кубок націй
| Місце | Країна    | Очки |
| ----- | --------- | ---- |
| 1     | Норвегія  | 8192 |
| 2     | Франція   | 7885 |
| 3     | Німеччина | 7211 |
| 4     | Росія     | 6896 |
| 5     | Австрія   | 5982 |
| 6     | Швеція    | 5887 |
| 7     | Україна   | 5822 |
| 8     | Італія    | 5699 |
| 9     | Чехія     | 5596 |
| 10    | Білорусь  | 5551 |

| Місце | Країна    | Очки |
| ----- | --------- | ---- |
| 1     | Норвегія  | 7865 |
| 2     | Німеччина | 7202 |
| 3     | Франція   | 7058 |
| 4     | Швеція    | 6896 |
| 5     | Росія     | 6479 |
| 6     | Україна   | 6371 |
| 7     | Швейцарія | 6253 |
| 8     | Італія    | 6239 |
| 9     | Чехія     | 5857 |
| 10    | Австрія   | 5806 |

## Досягнення
Перша в кар'єрі перемога в гонці
Перший подіум

Кількість перемог (в дужках за всю кар'єру)
| Чоловіки - Йоганнес Бо (NOR) — 10 (47) - Мартен Фуркад (FRA) — 7 (79) - Кентен Фійон-Має (FRA) — 1 (3) - Бенедикт Долль (GER) — 1 (2) - Олександр Логінов (RUS) — 1 (2) - Емільєн Жаклен (FRA) — 1 (1) | Жінки - Тіріль Екгофф (NOR) — 7 (13) - Доротея Вірер (ITA) — 4 (11) - Деніз Геррманн (GER) — 3 (7) - Марте Ольсбу-Рейселанн (NOR) — 3 (6) - Кайса Мякяряйнен (FIN) — 1 (27) - Ганна Еберг (SWE) — 1 (3) - Жустін Брезаз (FRA) — 1 (2) - Жулья Сімон (FRA) — 1 (1) |

## Виноски
1. ↑  Архівована копія. Архів оригіналу за 6 жовтня 2019. Процитовано 21 листопада 2019.{{cite web}}:  Обслуговування CS1: Сторінки з текстом «archived copy» як значення параметру title (посилання)
2. ↑  Архівована копія. Архів оригіналу за 3 квітня 2020. Процитовано 18 квітня 2020.{{cite web}}:  Обслуговування CS1: Сторінки з текстом «archived copy» як значення параметру title (посилання)
3. ↑  Архівована копія. Архів оригіналу за 24 квітня 2020. Процитовано 18 квітня 2020.{{cite web}}:  Обслуговування CS1: Сторінки з текстом «archived copy» як значення параметру title (посилання)
4. ↑   https://www.biathlon.com.ua/ua/nationscup.php?season-id=29
5. ↑  International Biathlon Union - IBU. www.biathlonworld.com. Архів оригіналу за 6 жовтня 2019. Процитовано 21 листопада 2019.
6. ↑  Центр даних IBU. Станом на 14 березня 2020 року. Архів оригіналу за 28 листопада 2019. Процитовано 1 грудня 2019.
7. ↑  Центр даних IBU. Станом на 14 березня 2020 року. Архів оригіналу за 28 листопада 2019. Процитовано 1 грудня 2019.